# Desmopachria volvata
Desmopachria volvata är en skalbaggsart som beskrevs av Young 1981. Desmopachria volvata ingår i släktet Desmopachria och familjen dykare. Inga underarter finns listade i Catalogue of Life.